# 서이도서관
서이도서관은 서울특별시 서초구에 있는 공립 도서관이다.

## 연혁
- 2017년 4월 1일 개관.